# 提名委員會
提名委員會是一個未能成立的負責提名香港行政長官候选人的組織。

## 背景及功能
根據《香港特別行政區基本法》第45條規定：

香港特別行政區行政長官在當地通過選舉或協商產生，由中央人民政府（國務院）任命。行政長官的產生辦法根據香港特別行政區的實際情況和循序漸進的原則而規定，最終達至由一個有廣泛代表性的提名委員會按民主程序提名後普選產生的目標。

## 組成
香港特別行政區政府于2013年12月4日正式宣布就2016年香港立法會選舉和2017年行政長官產生辦法展開諮詢，为期五个月。
12月14日，政制及內地事務局局長譚志源形容，2017年行政長官選舉的提名委員會組成，是政改諮詢的重中之重。譚志源重申，首輪政改諮詢希望集思廣益，認為社會暫毋須對2017年特首選舉的提名委員會組成及提名程序過早下定論。期望在為期5個月的諮詢期內，各界能求同存異，最終能得出共識方案。他還指，政府的角色是居中協調，希望各界在法律基礎上找到融合點，而由於中央有特首任命權，特區政府亦要照顧中央的立場和顧慮。
2014年8月31日，全國人民代表大會常務委員會通過《全國人民代表大會常務委員會關於香港特別行政區行政長官普選問題和2016年立法會產生辦法的決定》（831框架），規定了提名委員會的人數、構成和委員產生辦法須按照第四任行政長官選舉委員會的人數、構成和委員產生辦法。時任行政長官梁振英認為，「廣泛代表性」應考慮香港社會各個界別，如果只追求人數多，施政和政策都會向貧窮人士傾斜。